# Skogstjärnen (Gunnarsnäs socken, Dalsland)
Skogstjärnen är en sjö i Melleruds kommun i Dalsland och ingår i Göta älvs huvudavrinningsområde.